# روگر فریتز
روگر فریتز (آلمانی: Roger Fritz؛ زادهٔ ۱۹۳۶ - درگذشت ۲۰۱۱) بازیگر اهل آلمان است.
از فیلم‌ها یا برنامه‌های تلویزیونی که وی در آن نقش داشته است می‌توان به زنان سیری‌ناپذیر، کوئرله، صلیب آهنین و نومیدی اشاره کرد.